# SN 1997ff
SN 1997ff – supernowa typu Ia odkryta 23 grudnia 1997 roku w galaktyce A123644+6212. Jej maksymalna jasność wynosiła 26,77m.